# Krivena pennata
Krivena pennata är en stekelart som beskrevs av Boucek 1988. Krivena pennata ingår i släktet Krivena och familjen puppglanssteklar. Inga underarter finns listade i Catalogue of Life.